# Alpes do Delfinado
Os Alpes do Delfinado   (em francês:   Alpes du Dauphinée) são uma parte dos Alpes Ocidentais que se situam na antiga província francesa  do Delfinado, razão porque montem o nome. O ponto culminante é a Barre des Écrins a 4.103 m.

## Divisão tradicional
Os Alpes do Delfinado faziam parte da divisão tradicional da partição dos Alpes adoptada em 1926 pelo IX Congresso Geográfico Italiano  na Itália, com o fim de normalizar a sua divisão em Alpes Ocidentais aos quais pertenciam, os Alpes Centrais e dos Alpes Orientais.

## Geografia
Segundo o SOIUSA, estão separados dos Alpes Cócios, a Leste  pelo Colo do Galibier pelo Rio Durance, a Nordeste estão separados dos Alpes Graios pelo Rio Arc, e a Oeste é o Rio Drac e o Rio Isère que os separa dos Pré-Alpes do Delfinado  e dos Pré-Alpes da Saboia.
Todos com montanhas ou picos têm entre 2.900 e com  4.102 para a  Barre des Écrins no Maciço des Écrins e o grupo tem mais de 40 passo de montanha que facilitam a circulação  e entre os mais conhecidos podem citar-se o Colo do Galibier, o Colo do Lautaret, o Colo da Croix-de-Fer, etc.
Os Alpes do Delfinado são um dos oito grupos que constituem os Alpes Ocidentais formado por  Belledonne, Grandes Rousses, Maciço des Arves, Maciço do Taillefer, e Maciço des Écrins.

## SOIUSA
A Subdivisão Orográfica Internacional Unificada do Sistema Alpino (SOIUSA), dividiu os Alpes em duas grandes partes:Alpes Ocidentais e Alpes Orientais, separados pela linha formada pelo  Rio Reno - Passo de Spluga - Lago de Como - Lago de Lecco.
Os Alpes das Grandes Rousses e Agulha de Arves, com a Cordilheira de Belledonne, o Maciço des Écrins, o Maciço do Taillefer, o Maciço do Champsaur, o Maciço de Embrunais, e o Montes orientais de Gap formam os Alpes do Delfinado.

### Classificação  SOIUSA
Segundo a classificação SOIUSA este acidente orográfico é uma secção alpina com a seguinte classificação:
- Parte = Alpes Ocidentais
- Grande setor alpino = Alpes Ocidentais-Sul
- Secção alpina = Alpes do Delfinado
- Código = I/A-5